# فرودگاه ولینیه
فرودگاه ولینیه  (به انگلیسی: Vellinge Airport) (به زبان بومی: Vellinge-Söderslätts Flygfält) یک فرودگاه    است . این فرودگاه در  کشور سوئد قرار دارد و در ارتفاع ۴ متری از سطح دریا واقع شده است.